# Anima Noir
Anima Noir è l'ottavo album dei Theatres des Vampires, pubblicato nel 2008.

## Il disco
Con questo album la band si sposta verso sonorità vicine all'industrial metal, ma mantenendo sempre le tematiche legate al vampirismo. Come nell'album precedente Pleasure and Pain è possibile sentire varie influenze, dalla darkwave al gothic rock e al death rock. "Rain" è la cover di una canzone del gruppo inglese The Cult.

## Tracce
1. Kain – 4:33
2. Unspoken Words – 4:58
3. Rain (The Cult cover) – 3:59
4. Dust – 4:48
5. From the Deep – 5:15
6. Blood Addiction – 4:08
7. Butterfly – 4:13
8. Wherever You Are – 4:53
9. Two Seconds – 4:10
10. Anima Noir – 4:20

## Formazione

### Gruppo
- Sonya Scarlet - voce
- Fabian Varesi - tastiere e voce
- Zimon Lijoi - basso
- Stephan Benfante - chitarra
- Gabriel Valerio - batteria

### Altri musicisti
- Hanna Kej - voce
- Christian Ice - produttore, arrangiamenti e voce
- Luca Bellanova - arrangiamenti e voce
- Gianpaolo Caprino - voce